# A Dél dala – Rémusz bácsi meséi
A Dél dala (eredeti cím: Song of the South) 1946-ban bemutatott amerikai fantasy-musical, amelyben élő és rajzolt szereplők közösen szerepelnek. A film Joel Chandler Harris műve alapján készült. A játékfilm rendezői Harve Foster és Wilfred Jackson, producere Walt Disney. A forgatókönyvet Morton Grant, Bill Peet, Maurice Rapf, Dalton S. Reymond, George Stallings és Ralph Wright írta, a zenéjét Daniele Amfitheatrof és Paul J. Smith szerezte. A mozifilm Walt Disney Productions gyártásában készült, az RKO Pictures forgalmazásában jelent meg. Műfaja zenés fantasyfilm kalandfilm.
Amerikában 1946. november 12-én mutatták be a mozikban, Magyarországon 1993. október 16-án az MTV1-en vetítették le a televízióban.

## Betétdalok
- Zip-a-Dee-Doo-Dah
- Song of the South
- Uncle Remus Said
- Everybody's Got a Laughing Place
- How Do You Do?
- Sooner or Later
- Who Wants to Live Like That?
- Let the Rain Pour Down
- All I Want
- Zip-a-Dee-Doo-Dah (reprise)

## Televíziós megjelenések
TV-1 